# Lamprocapnos spectabilis

Серденька прекрасні, або діцентра чудова[джерело?] (Lamprocapnos spectabilis, раніше Dicentra spectabilis) — монотипний вид рослин родини макові. Рослина отруйна, якщо її з'їсти, а також може викликати подразнення шкіри.

## Назва
В англійській мові через форму квіток називають «серце, що кровоточить» (англ. bleeding heart), «квітка-ліра» (англ. lyre flower). Якщо перевернути квітку, вона схожа на жінку в ванні, від чого походить ще одна назва (англ. lady-in-a-bath).

## Будова
Багаторічна рослина, що формує густі зарості, з товстими м'ясистими кореневищами. Має папоротеподібне листя до 40 см, що росте на квітконіжках. Рожеві квіти зібрані у довгі суцвіття. У кінці літа вся рослина відмирає.

## Поширення та середовище існування
Зростає у Китаї та Кореї.

## Практичне використання
Вирощують як декоративну. Має культурні сорти.

## Галерея

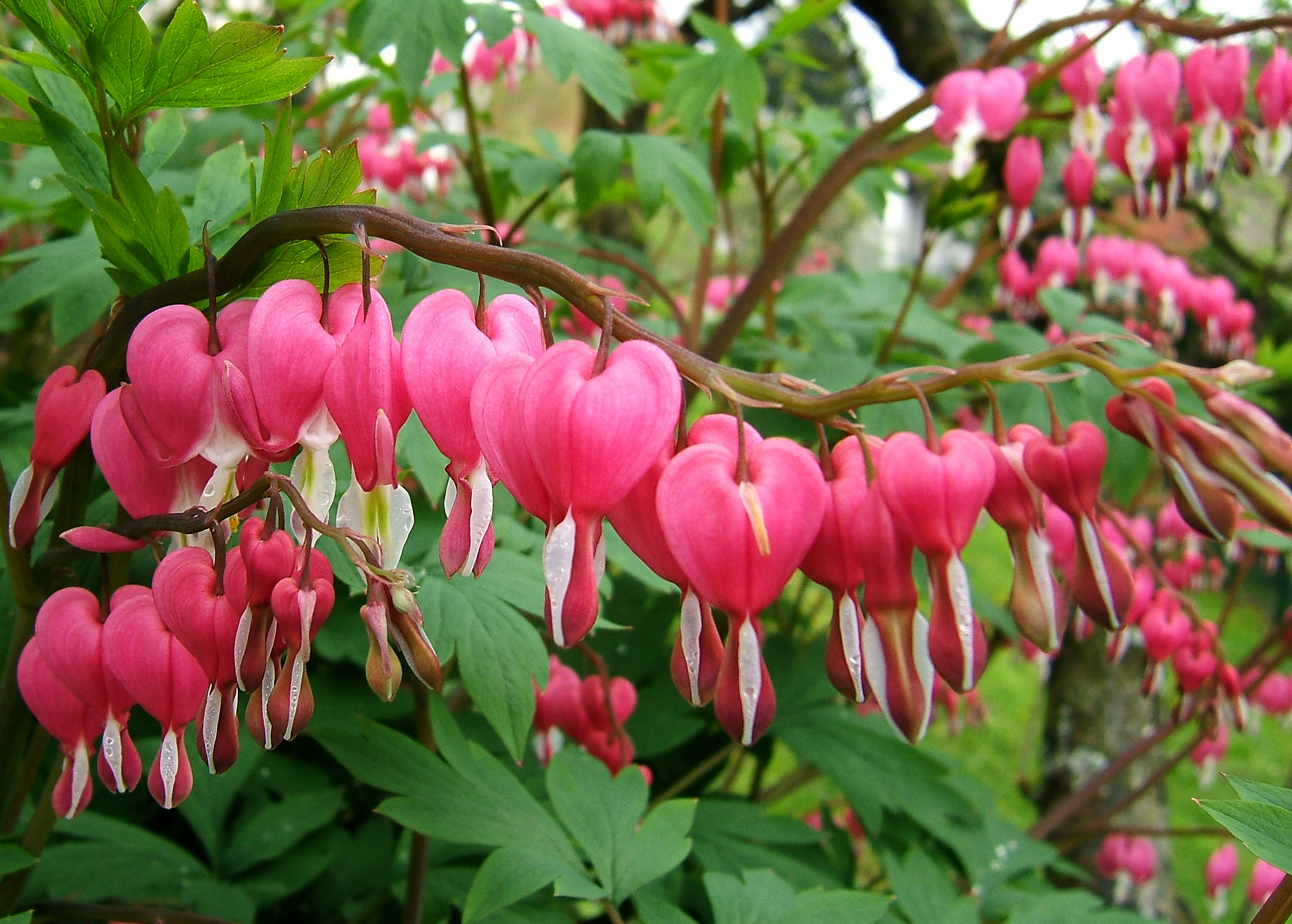
Суцвіття
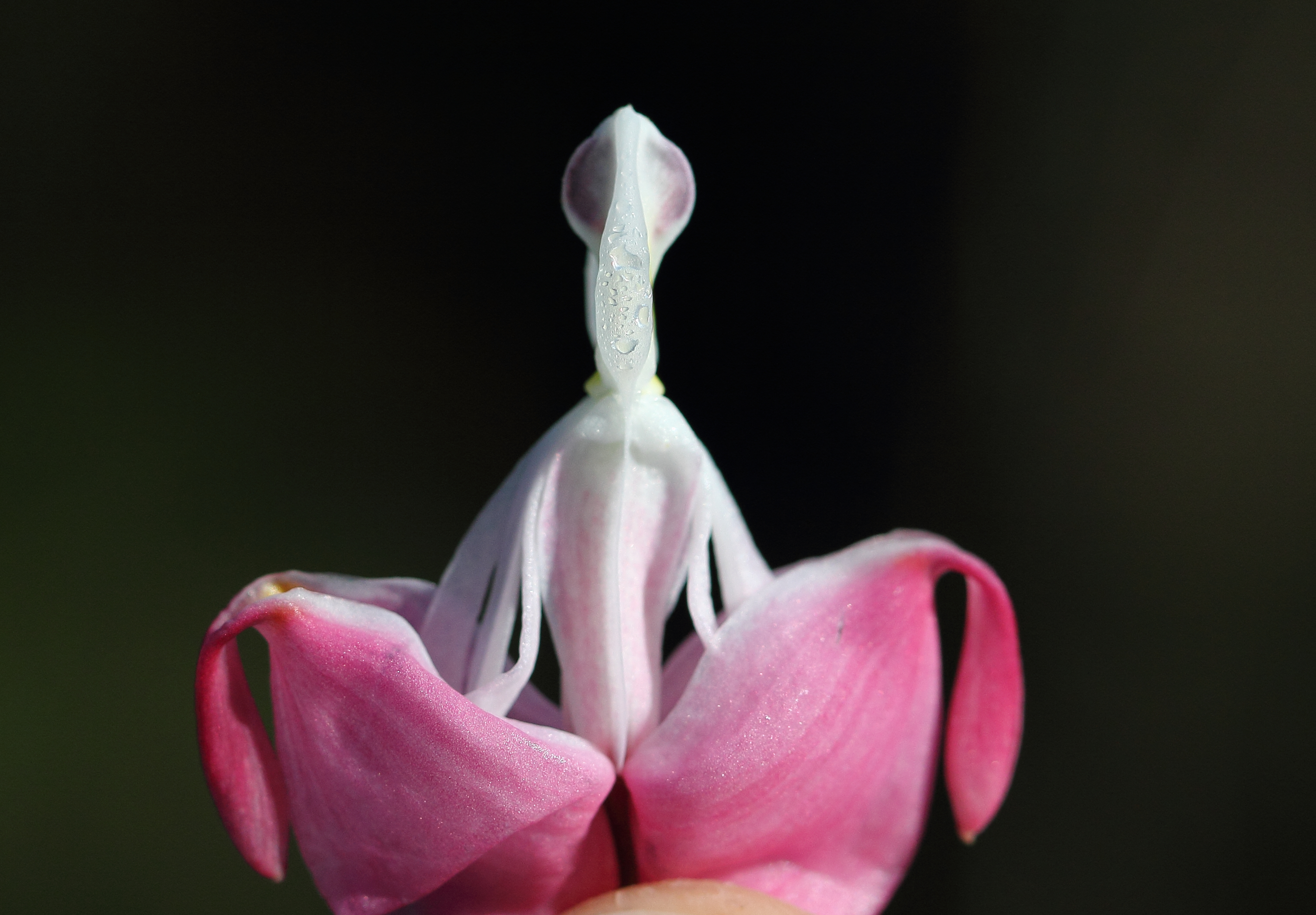
Перевернута квітка, що нагадує жінку в ванні
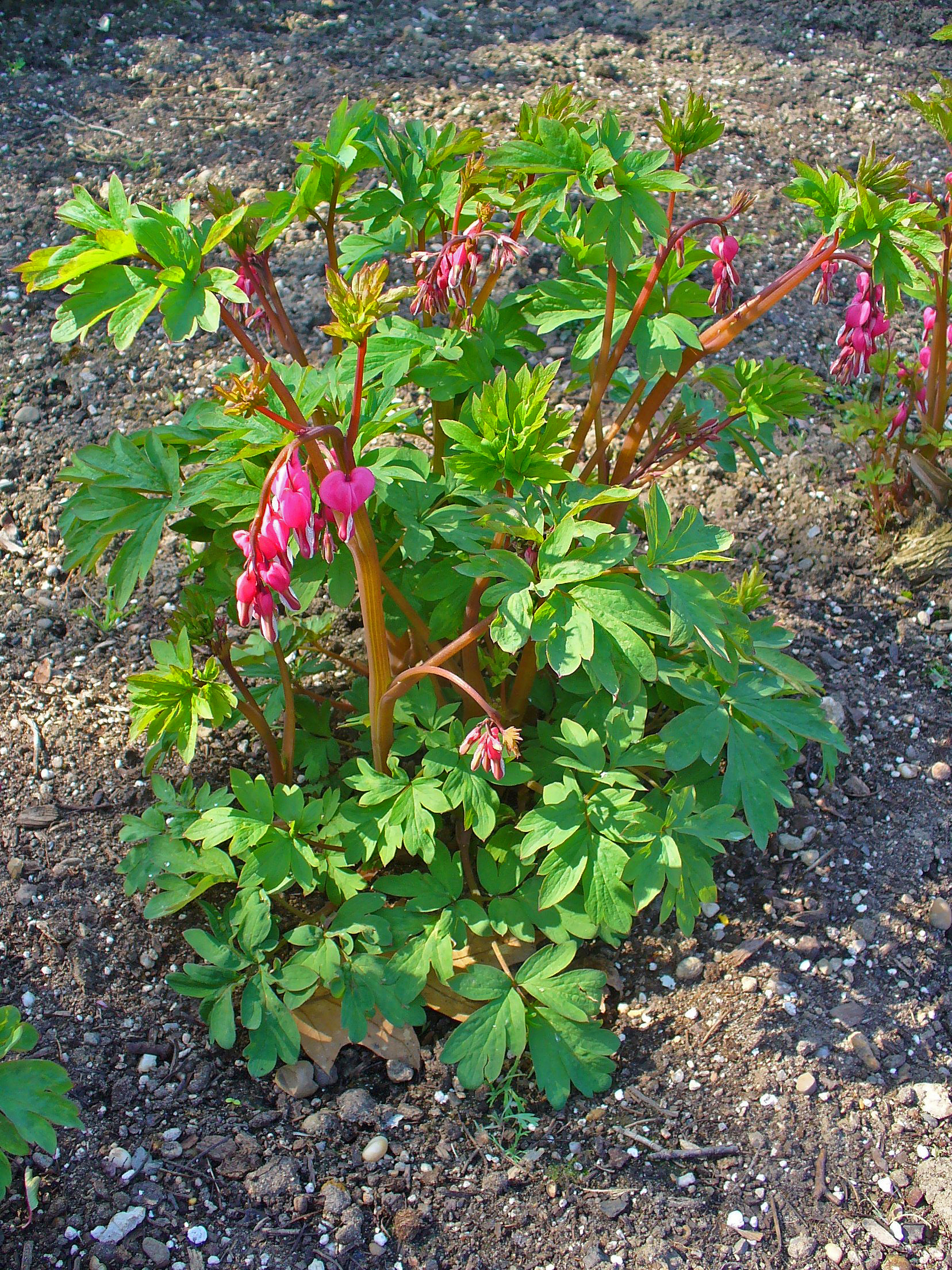
Листя і пуп'янки
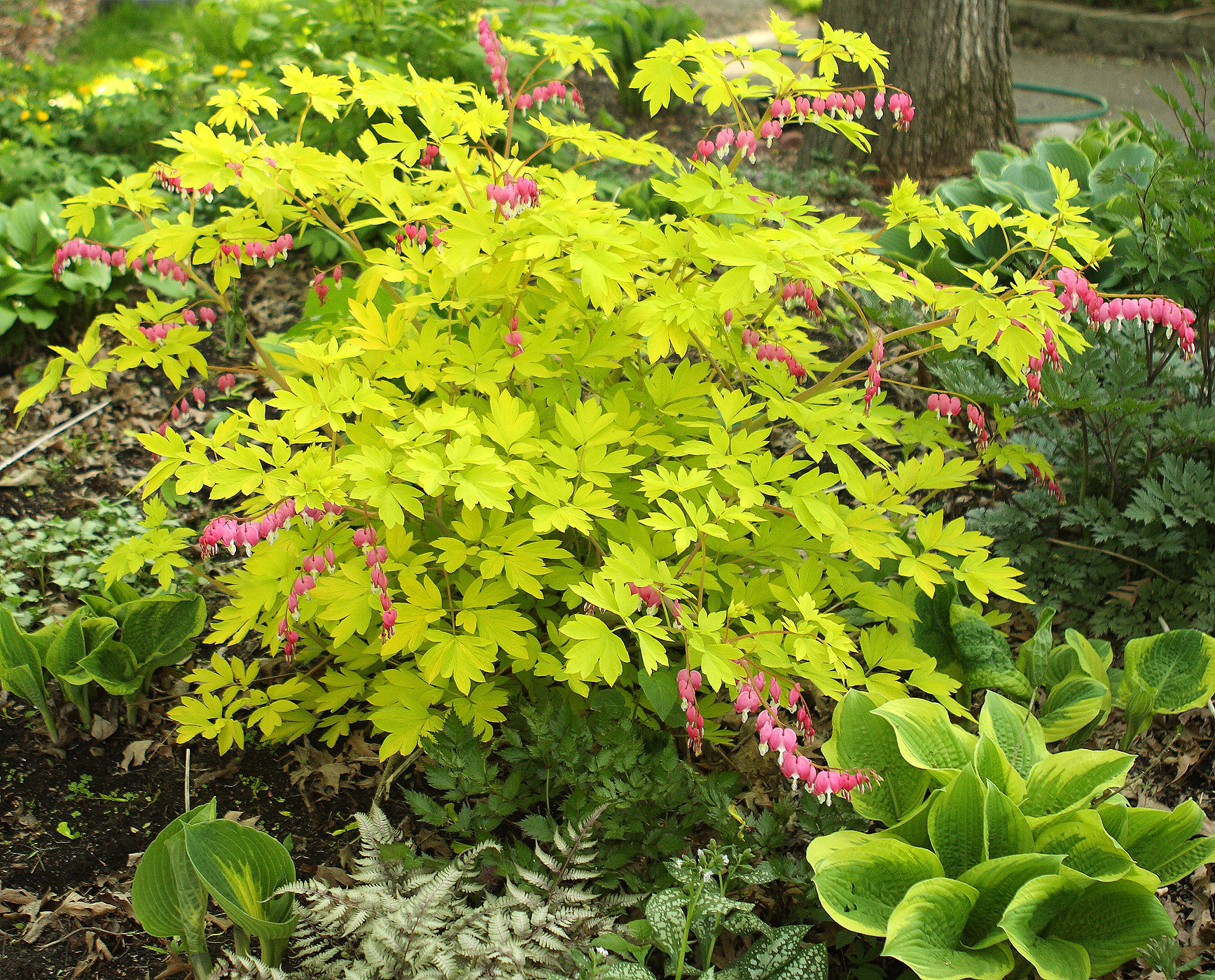
Сорт 'Goldheart'
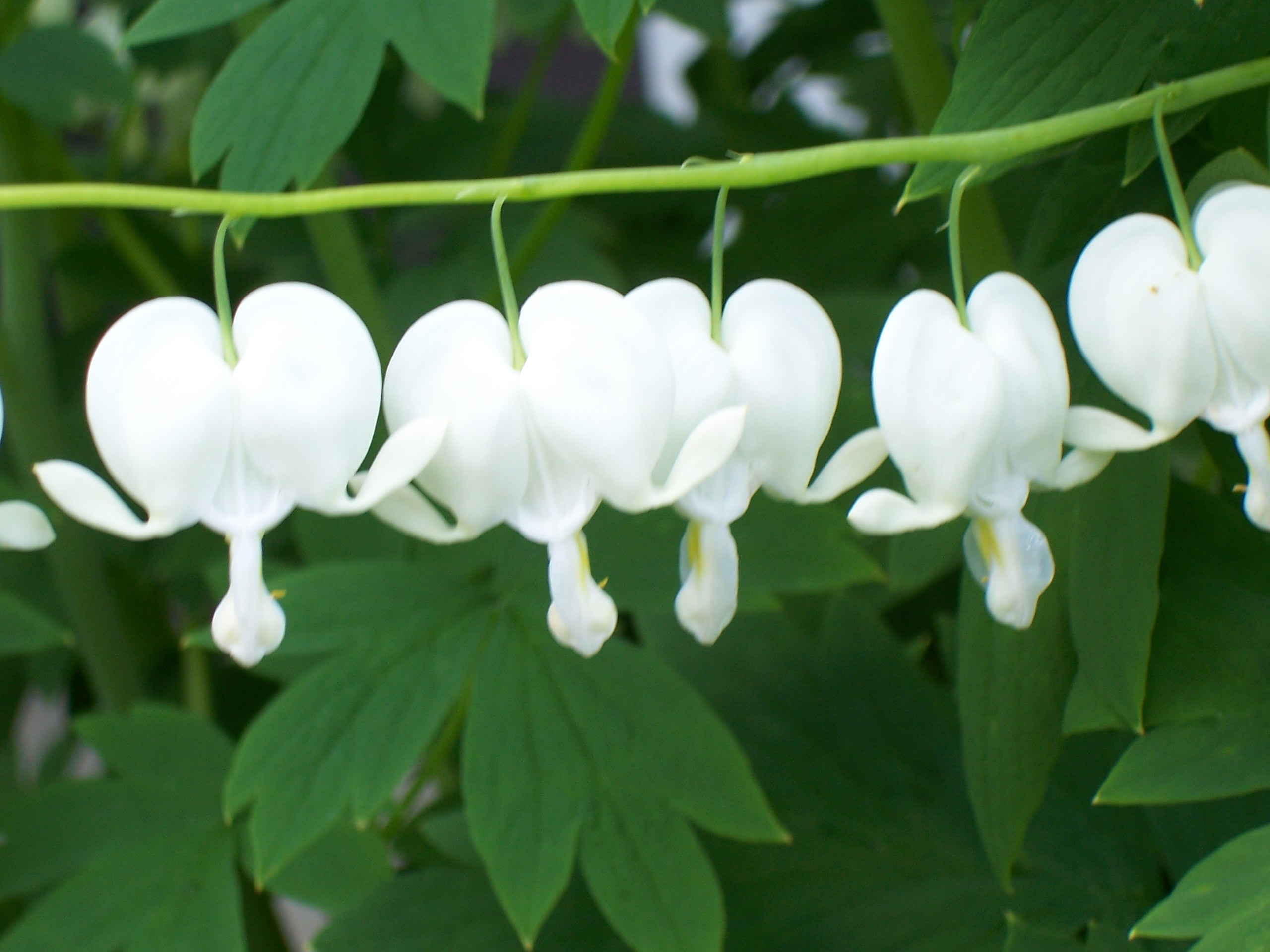
Сорт  'Alba'